# Улица Молочная гора
Моло́чная гора́ — улица в историческом центре Костромы. Соединяет Сусанинскую площадь и улицу 1 Мая, спускаясь от памятника Ивану Сусанину к реке Волга. В основном сохранила историческую застройку, представляющую значительный интерес.

## Происхождение названия
Улица под названием «Екатеринославская» была запланирована регулярным планом Костромы 1781—1784 гг. для соединения центральной Екатеринославской (ныне Сусанинской) площади с набережной Волги. Застроенная вдоль склона к реке невысокими пластичными зданиями, улица должна была «раскрывать» площадь со стороны реки. Замысел акцентировался и единством названий площади и улицы.
Название «Молочная гора» закрепилось за улицей к концу XIX века, благодаря многочисленным торговкам молоком и молочными продуктами из правобережных селений Городище, Пантусово, Селище и др., которые каждое утро переправлялись через Волгу и располагались со своим товаром по склону вдоль улицы, притом, что официальное название — Екатеринославская улица — никогда не изменялось.

## История застройки

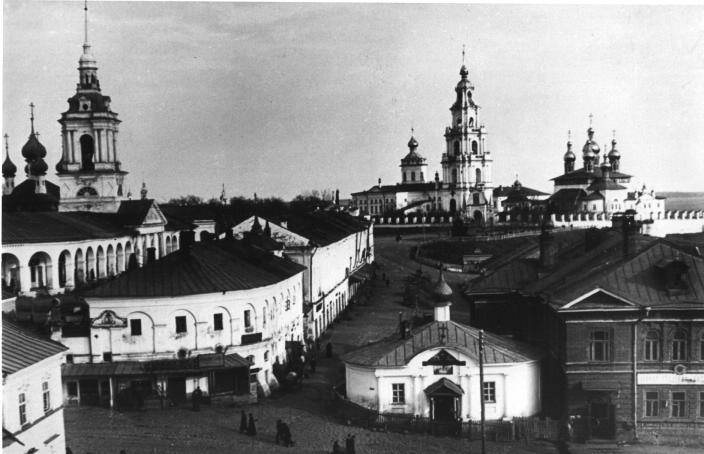
Вид на Молочную гору и кремлёвские соборы. На переднем плане — Квасные и Пряничные торговые ряды, Никольская часовня и чайная Общества трезвости

В XVII в. территорию верхней части улицы перегораживала крепостная стена Нового города, ниже стояла большая деревянная церковь «Николы о пяти верхах», еще ниже — деревянные строения торговых рядов. В самом низу, у переправы через Волгу, была таможенная застава. Место было одним из самых людных в Костроме.
Пожар 18 мая 1773 года уничтожил остатки деревянных стен, церковь Николы и большинство торговых рядов. Застройка улицы началась на рубеже XVIII—XIX веков и производилась губернским архитектором Н. И. Метлиным. Первой каменной постройкой на улице были возведенные Метлиным в 1799 году по левой стороне одноэтажные «саешные» ряды. Со временем были надстроены верхние этажи. Позднее здесь стали торговать квасом, а ряды получили название Квасные. В предреволюционные десятилетия здесь помещались лучшая в городе парикмахерская и чайная «Новый свет».
В 1801 году в начале правой стороны улицы, возвели одноэтажный Хлебный корпус. Впоследствии к нему надстроили ещё два этажа (дом № 2/1).

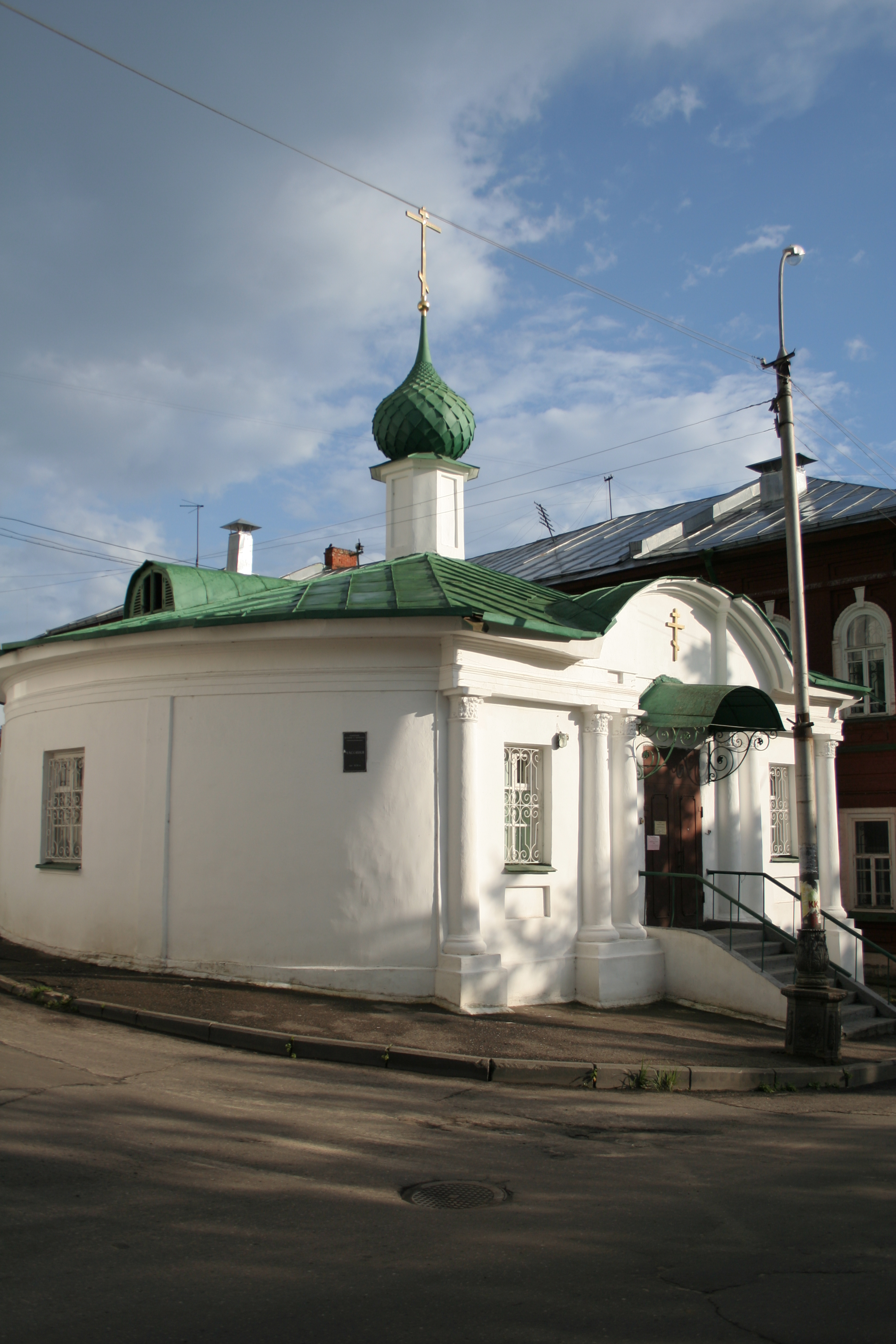
Часовня святителя Николая Чудотворца

Также в начале XIX века в самом низу Молочной горы была построена усадьба Стригалёвых. В пристроенном к дому Стригалёва корпусе лавок и кладовых на сегодняшний день размещается департамент культуры Костромской области.
На левой стороне улицы вскоре после сооружения «саешных» рядов строятся кирпичный и несколько деревянных «хлебных» корпусов, ближе к Волге — два частных дома с лавками и, на углу, дом градского общества, предназначенный под герберг (трактир). Позади «саешных» рядов параллельно Красным возводятся Пряничные ряды, имеющие наверху два, а со стороны Волги — четыре этажа. Ниже их к 1820 году строятся Рыбные ряды, а после сноса деревянного корпуса хлебных лавок — Малые Мучные ряды.
В 1830-х годах на месте снесённого каменного хлебного корпуса возникла т. н. «часовня-ротонда» (современное название — часовня святителя Николая Чудотворца). Впоследствии часовня многократно перестраивалась, потеряв первозданный вид. На сегодняшний день функционирует как культовое учреждение. На рубеже XIX—XX веков на улице, рядом с часовней-ротондой строится двухэтажное кирпичное здание, в котором расположились торговая биржа и чайная-столовая Общества трезвости. Здание было известно в городе под названием «Колпаки» (возможно, за характерные формы арочных окон второго этажа с клинчатыми замками). Расположенное почти на вершине склона между более низкими и отступающими от красной линии улицы комплексом торговых рядов, оно играет активную градостроительную роль.
Ниже Малых Мучных рядов в середине XIX в. строятся Дегтярные ряды. За ними располагались здания постоялого двора, лабазов и соляного магазина (ныне перестроенные дома № 7 и 9/3).
Бульвар посередине улицы разбит в советское время.

## Московская застава
На набережной улица завершается комплексом Московской заставы, оформляющей парадный въезд в город со стороны Волги.
В 1823 году власти поручили губернскому архитектору П. И. Фурсову благоустроить въезд в город от волжской переправы со стороны древнего Нерехтского тракта в ожидании приезда императора Александра I, путешествовавшего по России.
По проекту Фурсова были выстроены два четырехгранных обелиска высотой 9 метров по сторонам широкого проезда с Молочной горы на набережную. Обелиски были увенчаны позолоченными шарами и двуглавыми орлами, к ним были подведены рустованные стенки с арочными нишами. В 1912—1913 годах в преддверии празднования 300-летия дома Романовых застава была перестроена по проекту главного городского архитектора Н. И. Горлицына: вместо сломанных стенок к обелискам были пристроены наподобие кордегардий два кирпичных одноэтажных здания в эклектичном стиле.
В 1917 году орлы были сброшены с обелисков как символ самодержавия, но в 1993 году их венчание воссоздано.

## Памятники архитектуры
Начало улицы
- Памятник Ивану Сусанину

Левая сторона улицы
- Квасные (Саешные) ряды
- Пряничные ряды

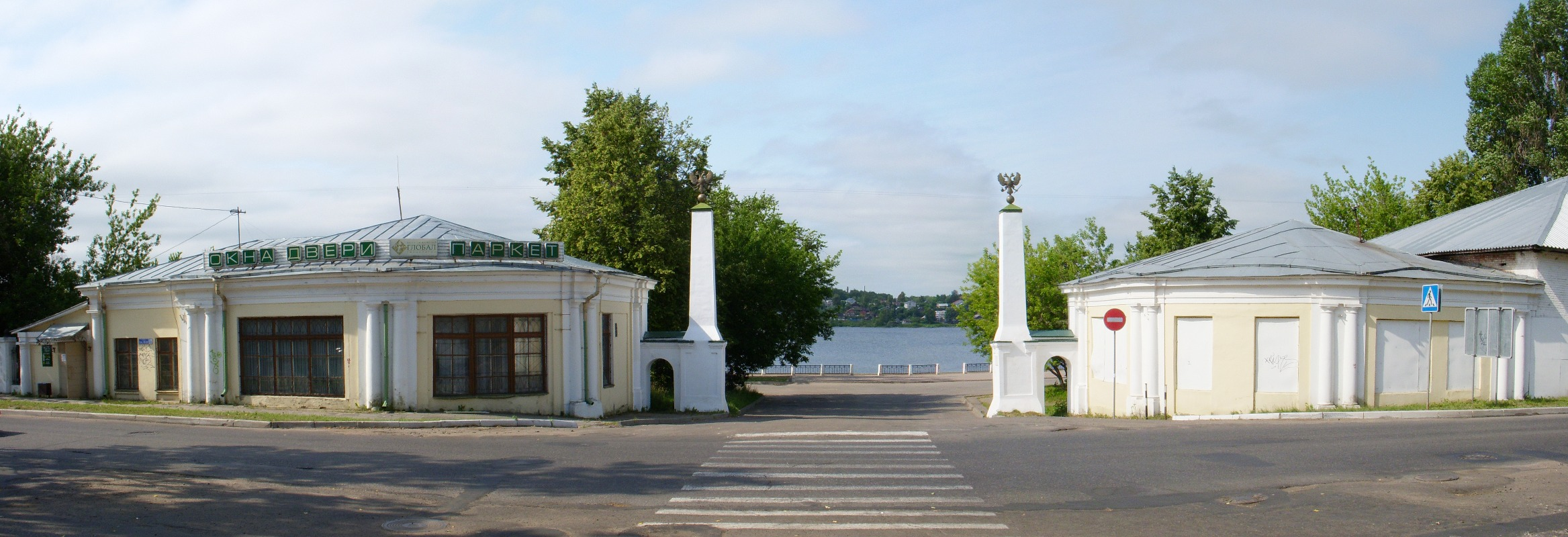
Панорамный вид на Московскую заставу. Выход улицы Молочная гора к Волге

- Часовня святителя Николая Чудотворца
- Здание торговой биржи и чайной-столовой Общества трезвости
- Шорные ряды
- Малые Мучные ряды, Дегтярные ряды (соединены в одно здание)
- Соляной магазин

Правая сторона улицы
- Усадьба Стригалёвых. Корпус лавок и кладовых.

Окончание улицы
- Московская застава

## Учреждения и организации, расположенные на улице
- Департамент культуры Костромской области
- Департамент образования и науки Костромской области
- Музей природы Костромской области